# Waterboro (Maine)
Waterboro es un pueblo ubicado en el condado de York en el estado estadounidense de Maine. En el Censo de 2010 tenía una población de 7.693 habitantes y una densidad poblacional de 51,97 personas por km².

## Geografía
Waterboro se encuentra ubicado en las coordenadas 43°36′28″N 70°44′14″O / 43.60778, -70.73722. Según la Oficina del Censo de los Estados Unidos, Waterboro tiene una superficie total de 148.04 km², de la cual 143.3 km² corresponden a tierra firme y (3.2%) 4.74 km² es agua.

## Demografía
Según el censo de 2010, había 7.693 personas residiendo en Waterboro. La densidad de población era de 51,97 hab./km². De los 7.693 habitantes, Waterboro estaba compuesto por el 97.32% blancos, el 0.44% eran afroamericanos, el 0.19% eran amerindios, el 0.65% eran asiáticos, el 0.04% eran isleños del Pacífico, el 0.12% eran de otras razas y el 1.23% pertenecían a dos o más razas. Del total de la población el 0.86% eran hispanos o latinos de cualquier raza.